# 와이기그

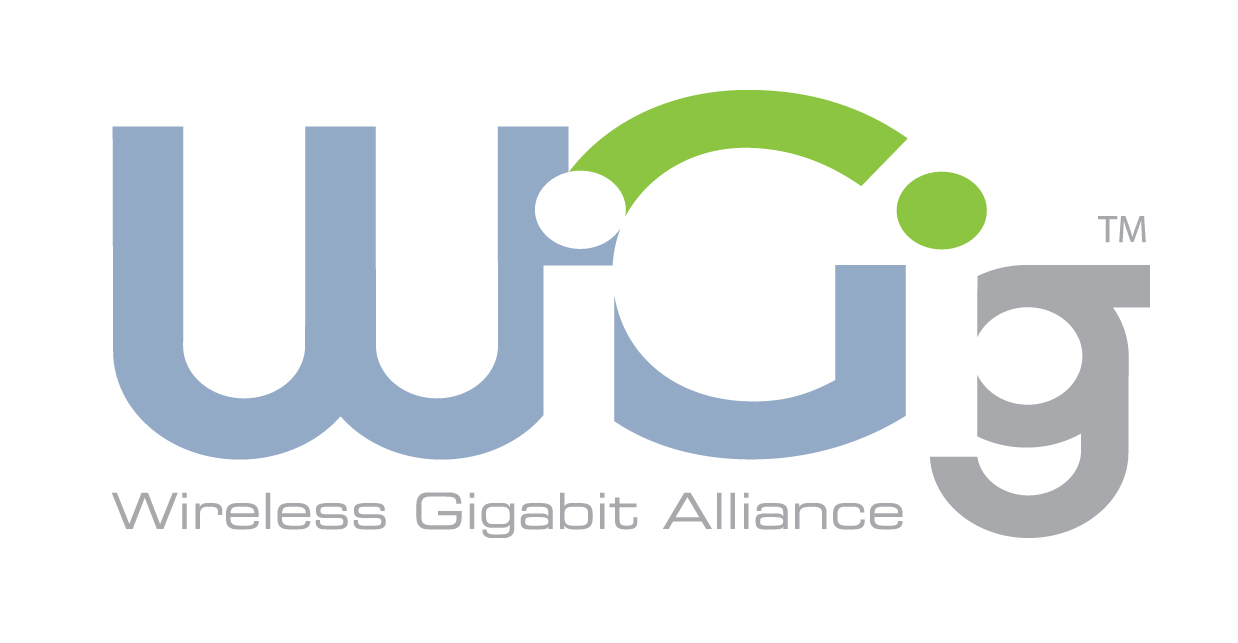
와이기그 얼라이언스 로고

와이기그(WiGig, Wireless Gigabit Alliance)는 비허가된 60 GHz 이상의 주파수 대역으로 동작하는 멀티 기가비트 속도의 무선 통신 기술의 채택을 제고하는 단체이자 802.11ad를 대표하는 이름이다.
와이기그 (802.11ad)의 제작은 2009년 5월 7일 발표되었다. 완성된 버전의 1.0 와이기그 규격은 2009년 12월에 발표되었다. 2010년 5월 와이기그는 이 규격의 출판, 채용자 프로그램 개시, 와이파이 기술 확장 협조를 위한 와이파이 얼라이언스와의 동의를 선언하였다. 2011년 6월 와이기그는 공인 준비가 된 버전 1.1 규격 공개를 발표하였다.
와이기그 규격은 장치들이 선 없이 멀티 기가비트 속도로 통신할 수 있도록 도와 준다. 오늘날 무선 랜 장치의 기능을 보충하는 고성능 무선 데이터, 디스플레이, 오디오 응용을 가능케 한다. 와이기그 트라이밴드는 2.4, 5, 60 GHz 대역을 운영하는 장치들이 초당 최대 7 기가비트의 속도로 데이터를 전송할 수 있게 하는데, 이는 기존의 와이파이 장치들과의 호환성을 유지하면서도 160MHz 대역폭으로 8개 안테나의 802.11ac 전송 속도(6.993Gbps)와 비슷하고, 802.11n의 최고 속도(40MHz대역폭, 4개의 안테나 = 600Mbps)보다 10배 더 빠른 속도와 맞먹는다.

## 지원 chip
2017년 초에 처음으로 스냅드래곤 835에서 지원한다. 

## 회원
이사회:
- AMD
- 브로드컴
- 시스코
- 델
- 화웨이 테크놀로지스
- 인텔
- 마벨
- 미디어텍
- 마이크로소프트
- NEC
- 노키아
- 엔비디아
- 파나소닉
- 퀄컴
- 삼성전자
- 도시바
- 윌로시티

공헌 회사:
- 에어로플렉스
- 애질런트 테크놀로지스
- Allegro DVT
- 빔 네트웍스
- CSR
- FTDI
- 하먼 인터내셔널
- 히타이트
- I2R (Institute for Infocomm Research)
- MET 랩스
- Nitero
- NXP
- Peraso Technologies, Inc.
- Rohde & Schwarz
- 삼성전기
- SK 텔레콤
- SRTC
- ST마이크로일렉트로닉스
- Tensorcom
- 텍사스 인스트루먼츠
- TMC
- UL CCS
- ZTE 코퍼레이션

## 같이 보기
- IEEE 802.11ad
- IEEE 802.11ay
- 블루투스
- IEEE 802.15
- 무선 USB
- 초광대역
- 무선 USB
- 직비
- LTE-WLAN 애그리게이션
- 와이파이 다이렉트
- 크롬캐스트
- 에어플레이 (애플)
- 모바일 고선명 링크